# Augustus S. Porter
Augustus S. Porter (Canandaigua, 1798. január 18. – Niagara Falls, 1872. szeptember 18.) az Amerikai Egyesült Államok szenátora (Michigan, 1840–1845).